# Musée des garde-côtes de Yokohama
Le musée des garde-côtes de Yokohama (海上保安資料館 横浜館, Kaijō hoan shiryōkan Yokohama-kan, « Musée des garde-côtes, musée de Yokohama ») est un musée japonais situé à Yokohama. Il est consacré à la sécurité en mer et aux garde-côtes japonais.

## Exhibition
La pièce maîtresse du musée est un navire espion de la Corée du Nord, qui a été coulé par les garde-côtes japonais le 21 décembre 2001 lors du combat d’Amami-Ōshima. Le navire est renfloué en 2002. Ce navire, vide en son cœur, contenait un autre navire plus petit utilisé pour des enlèvements de citoyens japonais par la Corée du Nord.

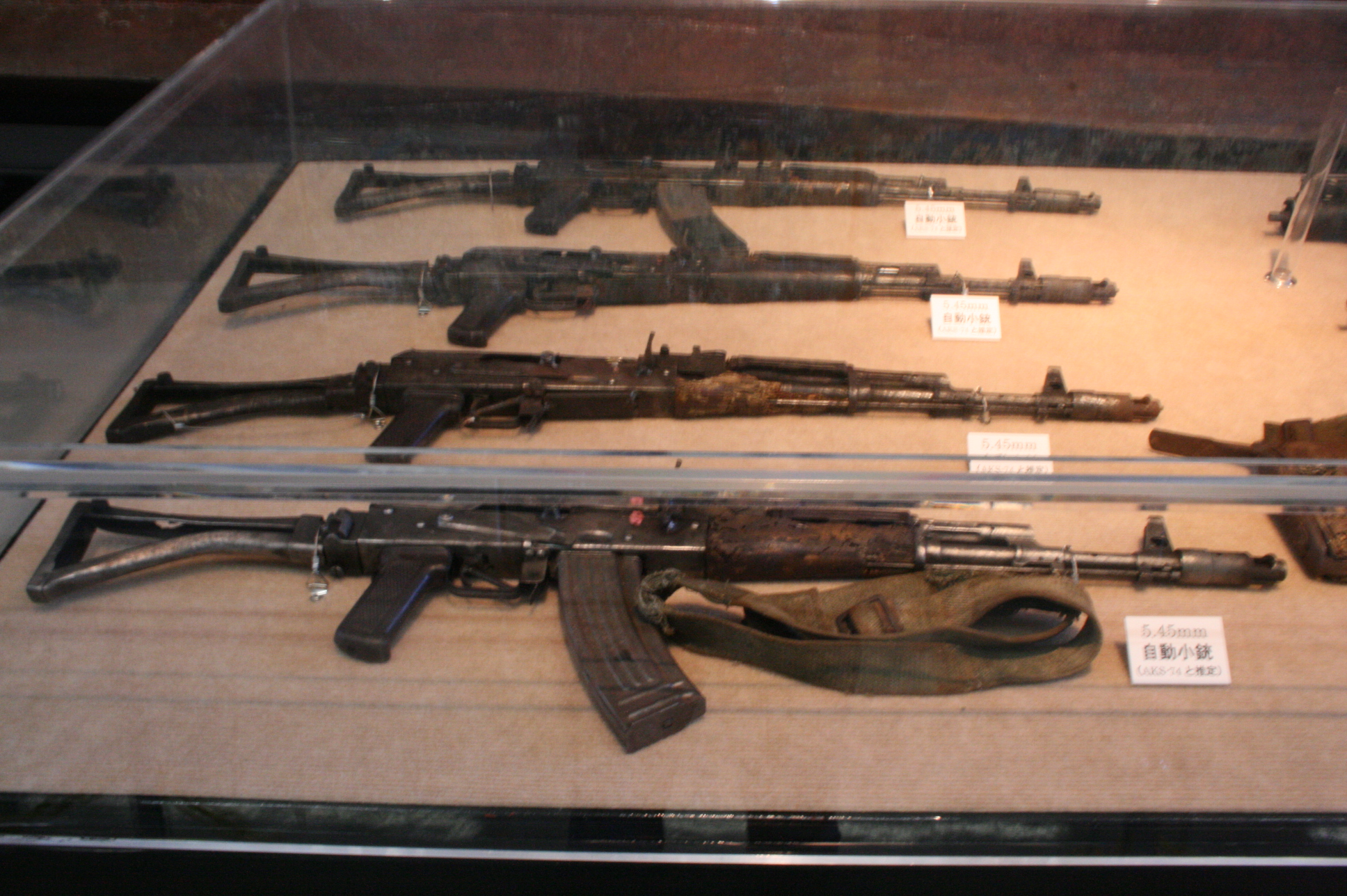
Fusils Type 98-1 trouvés à bord du navire.
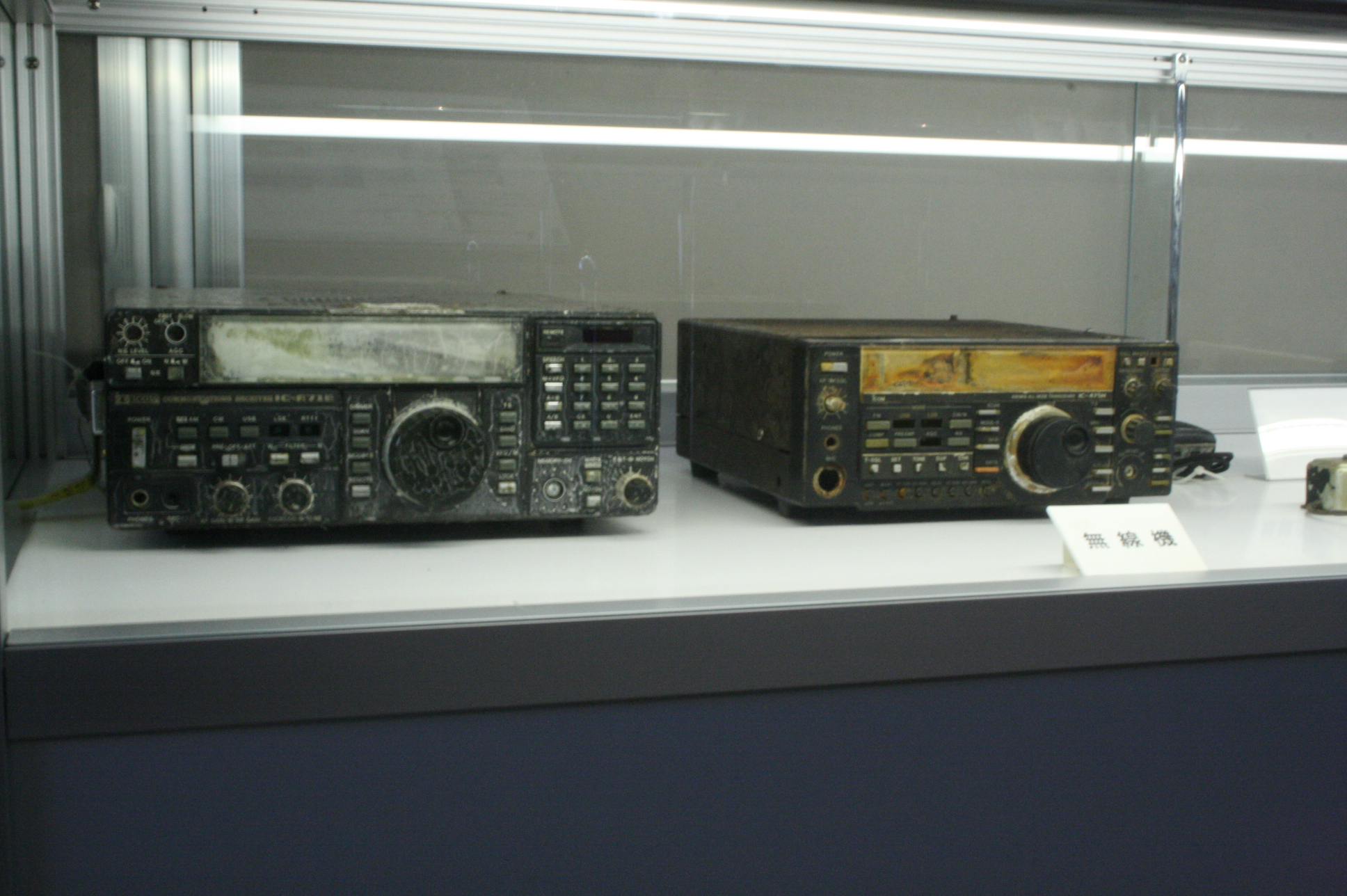
Matériel de communication trouvé à bord du navire.
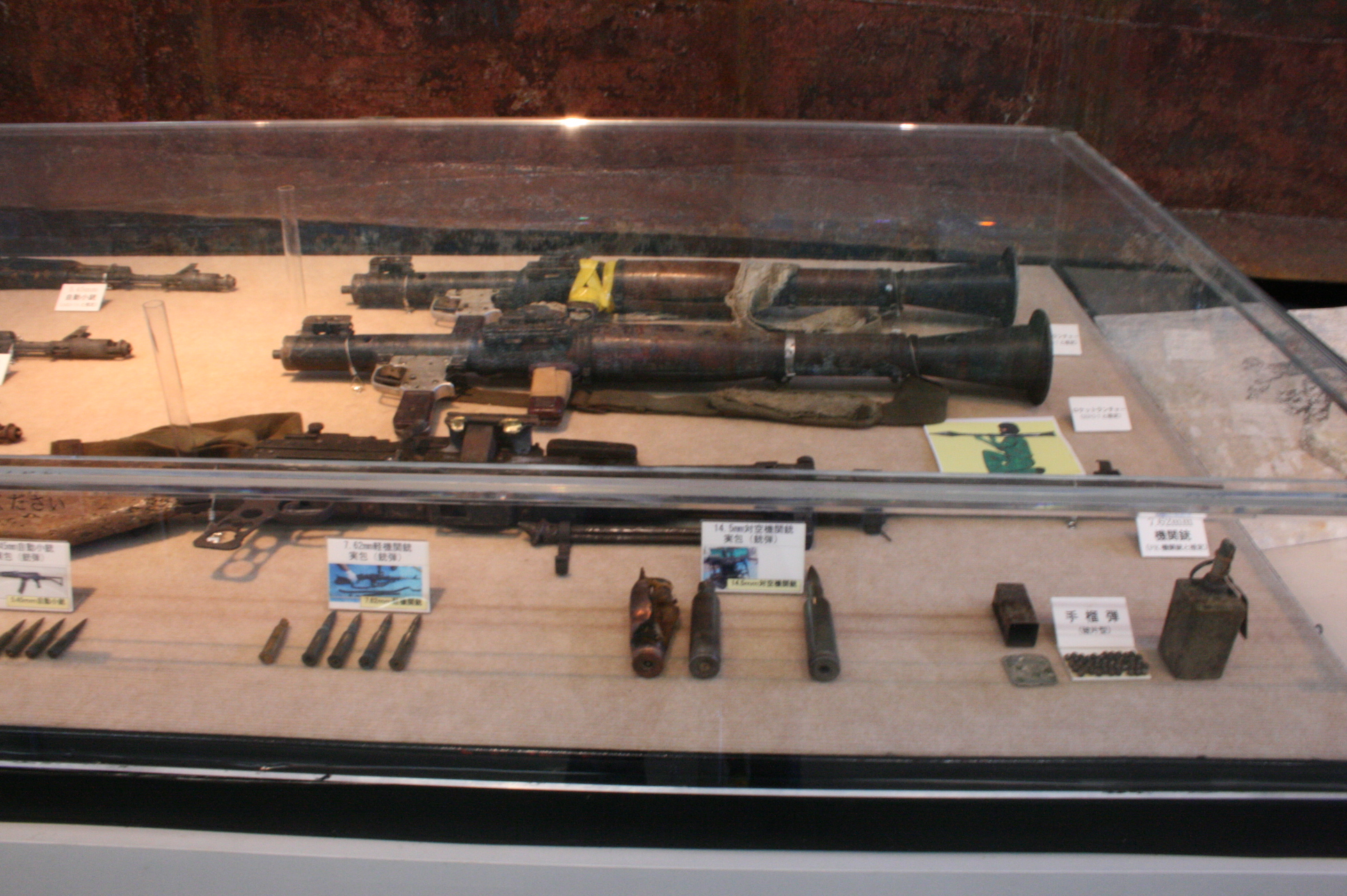
Matériel trouvé à bord du navire.
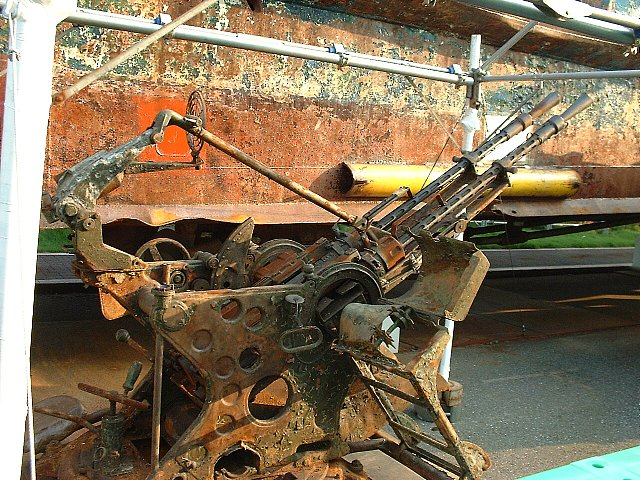
Mitrailleuse bitube ZPU-2 de calibre 14,5 mm.
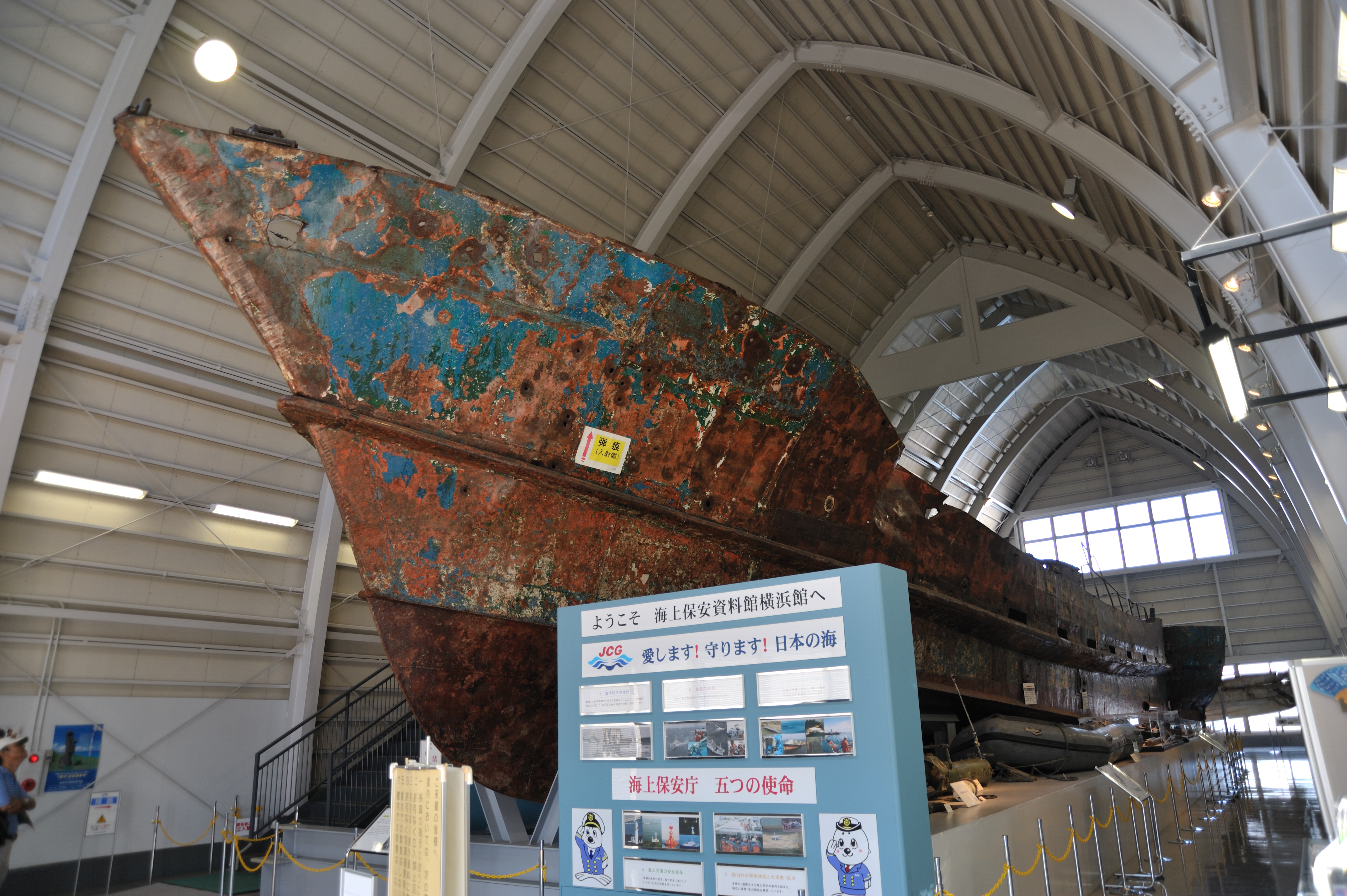
Vue avant du navire.
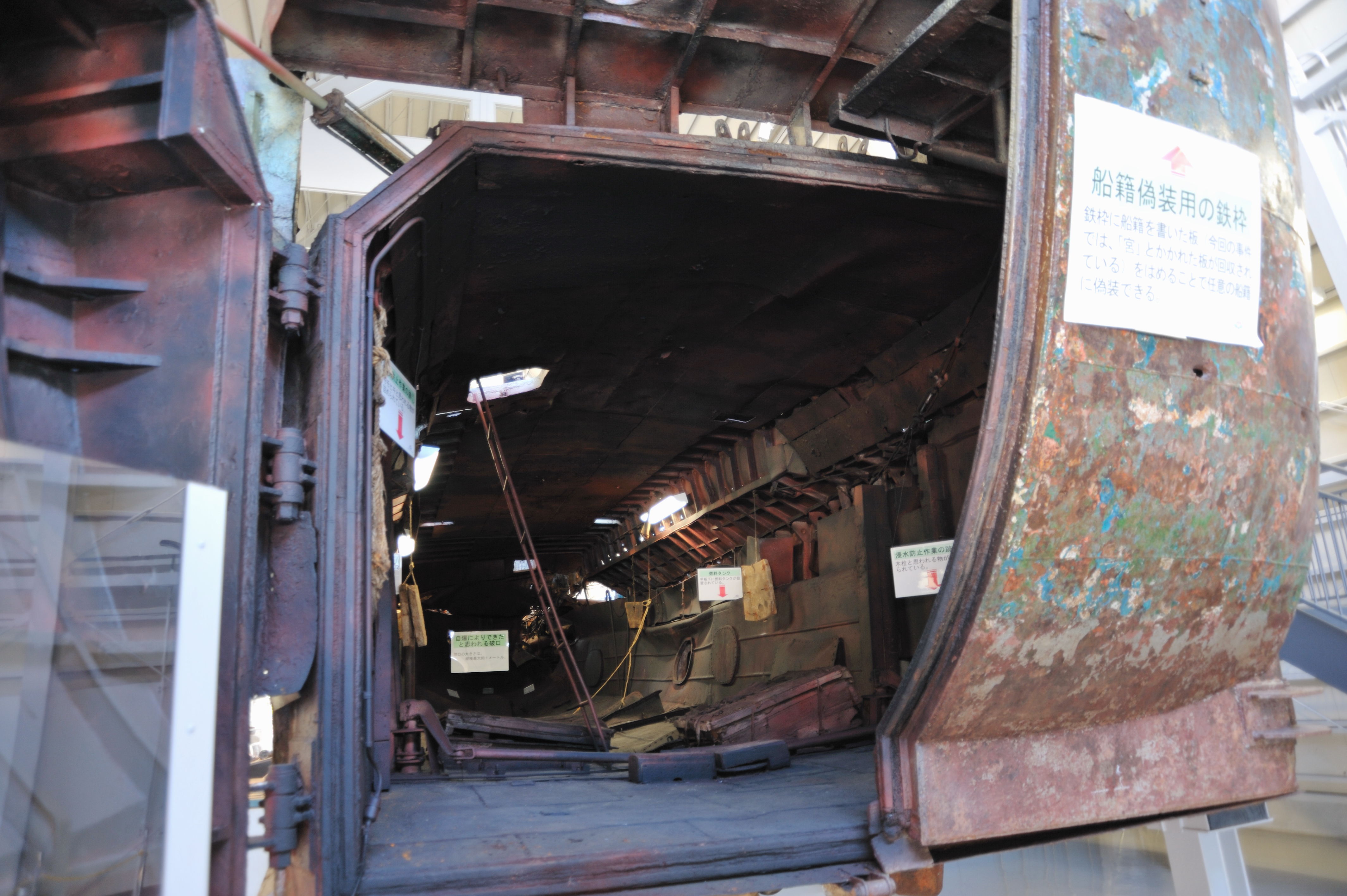
Vue arrière du navire.
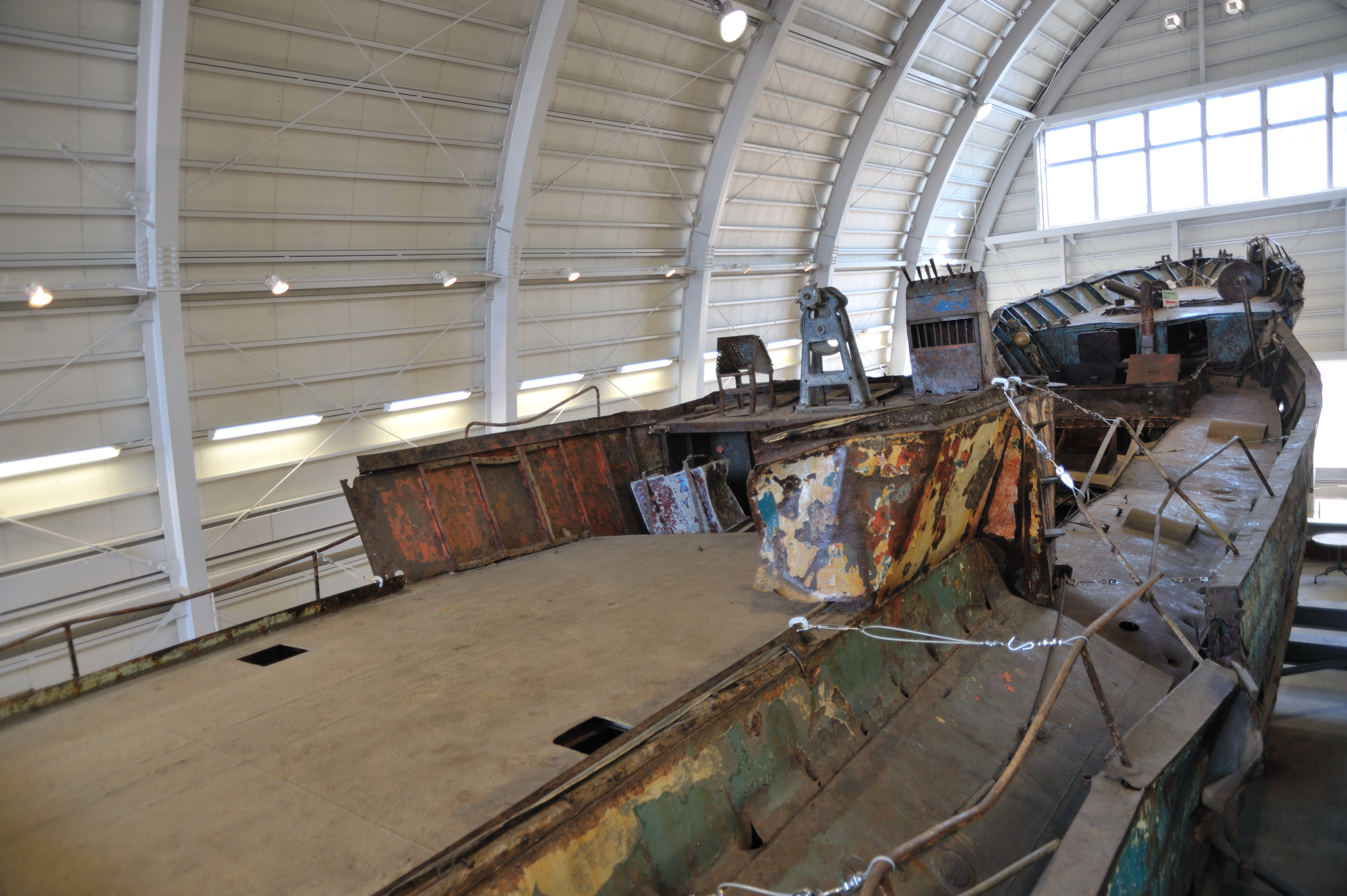
Vue du dessus du navire.